# Oleg Caetani
Oleg Caetani (Lausana, 5 de octubre de 1956) es un director de orquesta italiano.

## Vida
Caetani nació en la ciudad suiza de Lausana en 1956. Su padre fue el compositor Ígor Markévich y su madre era Donna Topazia Caetani, que era la segunda esposa de Markevitch y descendiente de una antiquísima familia aristocrática romana que incluyó al papa Bonifacio VIII a principios del siglo XIV. Caetani optó por utilizar el apellido de su madre para continuar su linaje.
Inició su educación musical con Nadia Boulanger. Estudió dirección orquestal con Franco Ferrara y composición con Irma Ravinale en el Conservatorio de Santa Cecilia de Roma. Debutó a los 17 años con una producción de Il combattimento di Tancredi e Clorinda de Claudio Monteverdi. También estudió dirección con Kiril Kondrashin y musicología con Nadezhda Nikolaeva en el Conservatorio de Moscú. Se graduó en dirección orquestal con Iliá Musin en el Conservatorio de San Petersburgo.

## Carrera
Comenzó su carrera profesional en la Staatsoper Unter den Linden de Berlín. Posteriormente fue director titular del Teatro Nacional de Weimar, primer Kapellmeister de la Ópera de Fráncfort, primer director musical del Hessisches Staatstheater de Wiesbaden, y más tarde de la Ópera de Chemnitz, así como de la Orquesta Filarmónica Robert Schumann.
En el Teatro de La Scala de Milán dirigió Turandot en 2001 y Otello en 2005. 
En 2003 hizo su primera aparición como director con la English National Opera (ENO) con Khovanshchina, después fue jefe adjunto en 2005 y volvió para Sir John in Love en 2006. En febrero de 2005 la ENO anunció su nombramiento como director musical con efecto a partir de 2006. Pero tras la dimisión en noviembre de 2005 de Sean Doran, entonces director artístico de la institución, su nombramiento se canceló en diciembre de 2005, un mes antes de la fecha prevista para su toma de posesión. Surgió la preocupación de que los compromisos de Caetani en Australia limitaran su tiempo disponible para servir en la ENO. Aunque nunca llegó a asumir formalmente el cargo de director musical de la ENO, cumplió su contrato para dirigir la producción de 2006 de Sir John in Love, la primera reposición completamente escenificada desde 1958.
En 2001 debutó como director de orquesta en Australia con la Orquesta Sinfónica de Melbourne (MSO). En enero de 2005 se convirtió en director titular y artístico de la agrupación. En 2007 la dirigió en su segunda gira europea, que incluyó actuaciones en grandes centros como Berlín, Madrid, Milán y París (la primera vez que una orquesta australiana tocaba en esas capitales europeas). En marzo de 2008 anunció la prórroga del contrato de Caetani hasta finales de 2010. Dirigió la MSO en los estrenos australianos de la Serenata n.º 1 de Brahms, obras de Enescu, Bartók, Schönberg, Walton, Ravel. También dirigió las Sinfonías n.º 2 y n.º 13 "Babi Yar" de Shostakóvich el 7 de agosto de 2008. Sus proyectos de grabación con esta orquesta incluyen todas las sinfonías de Alexandre Tansman y las obras orquestales de Rudi Stephan. En 2009 su contrato finalizó un año antes de lo previsto tras desacuerdos con la dirección de la institución. Ha sido invitado habitual del Teatro Mariinski, donde ha dirigido el estreno ruso de Il prigioniero de Dallapiccola en el Festival de la Noche Blanca en 2015.

## Grabaciones
Entre sus grabaciones se incluyen el primer ciclo completo de las sinfonías de Dmitri Shostakóvich grabado por una orquesta italiana, con la Orchestra Sinfonica di Milano Giuseppe Verdi, Poliuto de Donizetti con José Carreras, Katia Ricciarelli y la Sinfónica de Viena, los ciclos sinfónicos de Chaikovski y Gounod (Diapason d'or), un CD con oberturas de Wagner y otro con varias obras de Mendelssohn.

## Premios y reconocimientos
Su trabajo ha sido reconocido con diversos galardones y honores:
- En 1979 ganó el Concurso de la RAI en Turín para directores de orquesta.
- En 1982 ganó el tercer premio del Concurso Karajan en Berlín.
- Recibió la Medalla Berlioz por su interpretación de la ópera Benvenuto Cellini de Berlioz.
- La Legión de Honor rumana al mérito cultural por su labor para aumentar la popularidad de George Enescu fuera de Rumanía.